# هواگرد رادیوکنترل

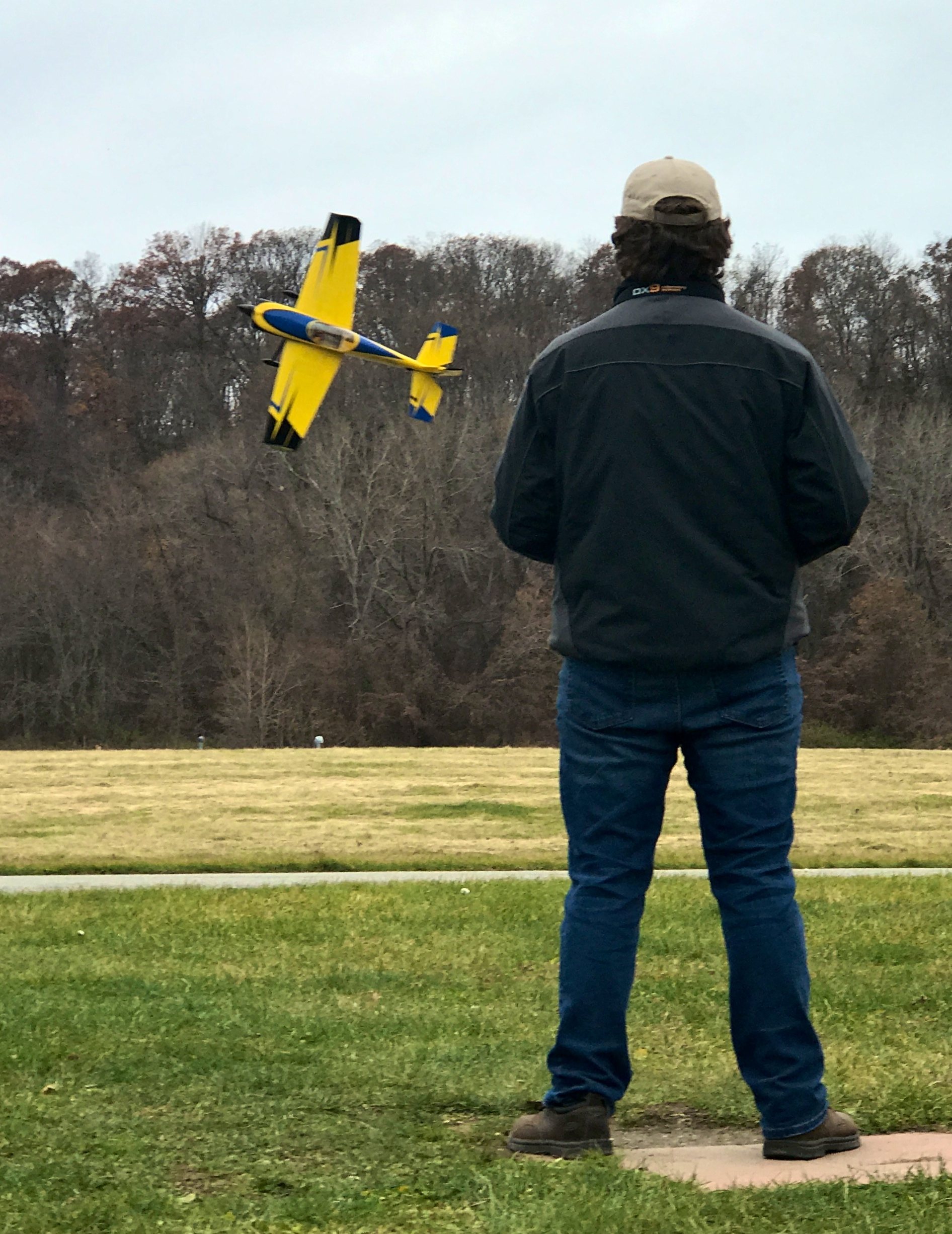
خلبان یک هواپیمای رادیوکنترل در حال انجام حرکات آکروباتیک با هواپیمای خود

هواگرد رادیوکنترل (که اغلب به آن هواپیمای RC یا هواگرد RC می‌گویند) یک ماشین پرنده کوچک است که از راه دور توسط اپراتور روی زمین با استفاده از یک فرستنده رادیویی دستی کنترل می‌شود. فرستنده با گیرنده ای در داخل پرنده ارتباط برقرار می‌کند که سیگنال‌ها را به سروومکانیسم‌ها (سرووها) ارسال می‌کند. این سرووها سطوح کنترل را بر اساس موقعیت جوی استیک‌ها روی فرستنده حرکت می‌دهند. سطوح کنترل نیز به نوبه خود بر جهت‌گیری هواپیما تأثیر می‌گذارند.
پرواز هواگردهای کنترلی به عنوان یک سرگرمی از دهه ۲۰۰۰ با بهبود در هزینه، وزن، عملکرد و قابلیت‌های موتورها، باتری‌ها و وسایل الکترونیکی به‌طور قابل توجهی رشد کرد. طیف گسترده‌ای از مدل‌ها و سبک‌ها در این هواگردها موجود است.
سازمان‌های علمی، دولتی و نظامی نیز از هواگردهای کنترلی برای آزمایش‌ها، جمع‌آوری اطلاعات هواشناسی، مدل‌سازی آیرودینامیک و آزمایش استفاده می‌کنند. بجز فعالیت‌های تفریحی، هواپیماهای غیرنظامی، هواپیماهای بدون سرنشین (پهپادها) یا هواپیماهای جاسوسی قابلیت‌های ویدئویی یا خودکنترل شوندگی را نیز دارا می‌باشند، همچنین برای خدمات عمومی (اطفاء حریق، کمک‌رسانی در بلایا و غیره) یا اهداف تجاری نیز استفاده می‌شوند و اگر در خدمت ارتش یک کشور هستند، ممکن است مسلح باشند.
هواگردهای مدل خود شامل بالگردها، گلایدرها، هواپیماها و مولتی‌روتورهای رادیوکنترل هستند که بر اساس سیستم کنترل، نوع موتور و نیرو محرکه و همچنین سوختی یا برقی بودن، طیف گسترده‌ای از انواع پرنده‌ها را تشکیل می‌دهند.